# Sillago ciliata
El silago de arena (Sillago ciliata) es una especie de peces de la familia Sillaginidae en el orden de los Perciformes.

## Morfología
Los machos pueden llegar alcanzar los 51 cm de longitud total.

## Distribución geográfica
Se encuentra desde la costa este de Australia y la Gran Barrera de Coral hasta  Victoria, norte de Tasmania, Nueva Caledonia y Papúa Nueva Guinea.